# Tektit

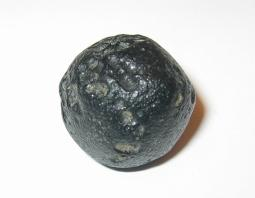
Schwarzer Tektit

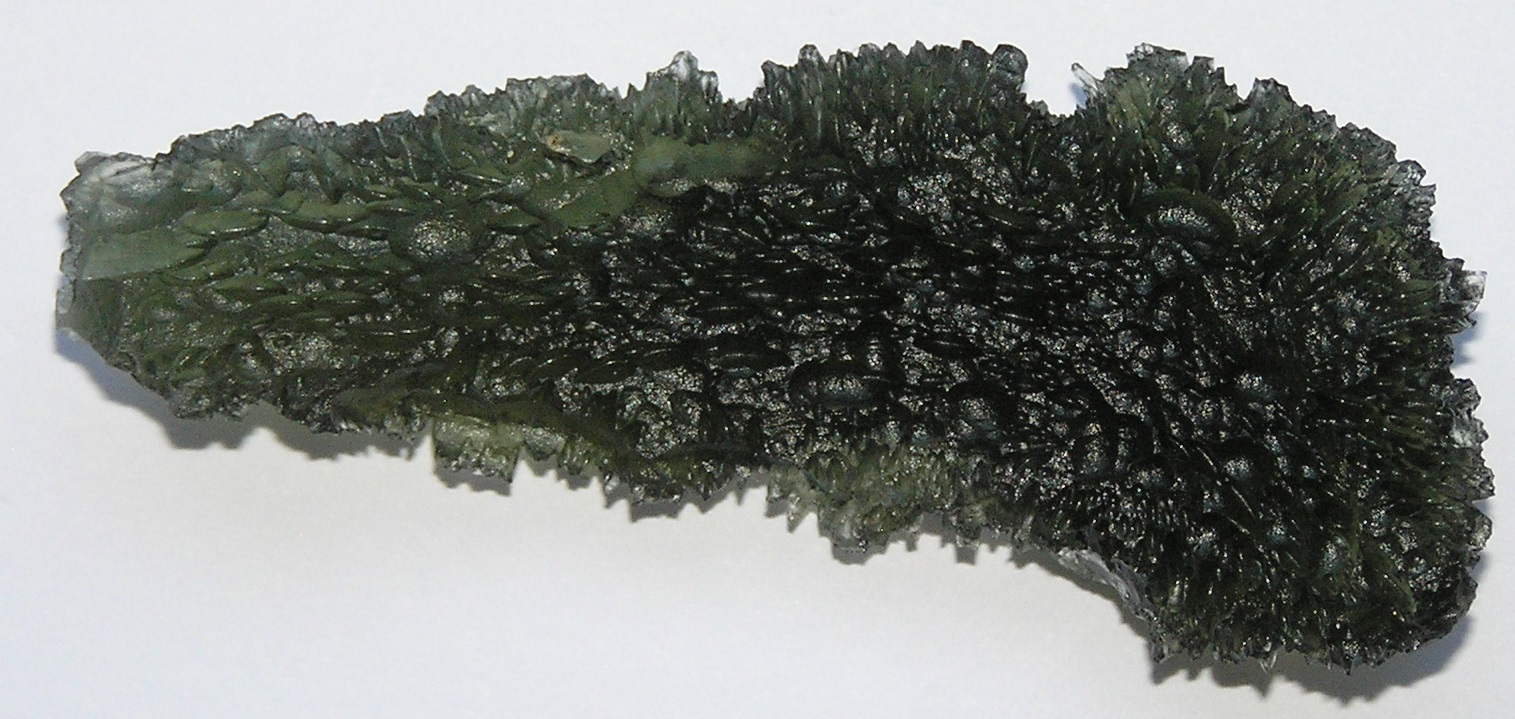
Moldavit

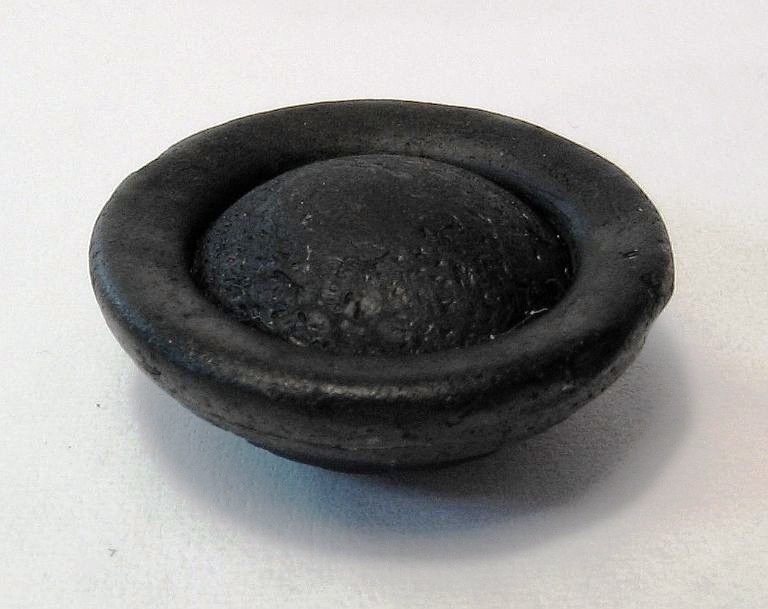
Aerodynamisch geformter Australit

Tektite (von griechisch tektos, geschmolzen) sind bis zu einige Zentimeter große Glasobjekte, welche zwar irdischen Ursprungs sind, deren Bildung aber durch den Einschlag großer Meteorite auf der Erdoberfläche verursacht wurde.
Durch den Einschlag wird irdisches Material geschmolzen und bis zu einige hundert Kilometer fortgeschleudert, wobei es zu Glas erstarrt. Obwohl durch einen Meteoriteneinschlag verursacht, sind die Tektite selbst also irdischen und nicht, wie oft behauptet, extraterrestrischen Ursprungs. Farblich sind Tektite schwarz oder grünlich durchsichtig. Die Form variiert von aerodynamisch rundlich, scheiben-, tropfen- oder hantelförmig bis unregelmäßig.
Wie Obsidian wurden auch Tektite bereits vor mehreren Jahrtausenden für Gebrauchsgegenstände, als Schmuck und für kultische Zwecke verwendet.
Durch Meteoriteneinschläge werden auch Impaktgläser erzeugt, die anders als die Tektite nicht weggeschleudert werden, sondern in der Umgebung des Kraters bleiben. Ein Beispiel ist Darwin-Glas.
Sowohl Tektite als auch Impaktgläser zählen zu den Impaktiten.
Aufgrund ihrer Entstehung sind die Fundorte von Tektiten assoziiert mit Einschlagkratern. So werden die in Tschechien gefundenen Tektite, Moldavite genannt, mit dem Nördlinger Ries in Verbindung gebracht. Bisher sind weltweit erst fünf Streufelder bekannt.

## Typen
Tektite werden aufgrund ihrer Formen üblicherweise in drei Gruppen eingeteilt:
1. „Splash-form“ (etwa: Tropfen-Form): die häufigen tropfen-, hantel-, stäbchen- oder kugelförmigen Formen.
2. Aerodynamisch geformte Tektite: Hierzu gehören ausschließlich die schildförmigen Australite.
3. Muong Nong-Gläser: Unregelmäßig-blockig geformte Stücke von teilweise ungewöhnlicher Größe mit häufigen Mineraleinschlüssen und erkennbarer Schichtung. Ihre Zuordnung zu den Tektiten ist Gegenstand laufender Diskussionen.

Daneben werden Tektite auch nach ihren Fundgebieten in den jeweiligen Streufeldern benannt und gruppiert. Beispiele hierfür sind:

### Europäisches Streufeld
Nördlinger Ries, Deutschland, ein etwa 14,6 Millionen Jahre alter Einschlagkrater, der während des Ries-Ereignisses entstand.
- Moldavite (Tschechien, grünlich)

### Australasiatisches Streufeld
Dieses größte Streufeld bedeckt rund 10 % der Erdoberfläche. Der Krater befindet sich laut einem Ende 2019 veröffentlichten Forschungsbericht vermutlich im Bolaven-Plateau in Laos und wurde von vulkanischen Basaltablagerungen überdeckt. Das Alter der Tektite wurde auf rund 790.000 Jahre bestimmt.
- Australite (Australien, dunkel, meist schwarz)
- Indochinite (Südostasien, dunkel, meist schwarz)
- Chinite (Volksrepublik China, schwarz)

#### Streufeld von Port Campbell
Innerhalb des indo-australischen Streufelds findet sich in der Region Port Campbell (Südwest-Victoria / Australien) ein kleineres Streufeld, das ein Alter von ca. 10.000 Jahren bp aufweist und somit bei einem jüngeren Impakt entstanden ist.
- Campbellite (Australien / Port Campbell, dunkel, meist schwarz)

### Nordamerikanisches Streufeld
Chesapeake-Bay-Krater, USA (Virginia, Maryland), Alter: ca. 35 Mio. Jahre. Obwohl die Bediasite seit mehreren Jahrzehnten bekannt sind, wurde der zugehörige Krater erst nach 1990 als solcher erkannt, da er größtenteils unter Meer liegt und vollständig von Sedimenten bedeckt wurde.
- Bediasite (USA, Texas, schwarz)
- Georgiaite (USA, Georgia, grünlich)

### Elfenbeinküste
Bosumtwi-Krater, Ghana, Alter: rund eine Million Jahre
- Ivorite (Elfenbeinküste, schwarz).